# Australia na Zimowych Igrzyskach Olimpijskich 1992
Australię na Zimowych Igrzyskach Olimpijskich 1992 reprezentowało 22 sportowców. Chorążym ekipy był Danny Kah. Był to dwunasty start reprezentacji Australii na zimowych igrzyskach olimpijskich.

## Skład kadry

### Narciarstwo alpejskie
Mężczyźni
| Zawodnik   | Konkurencja | 1. zjazd | 1. zjazd | 2. zjazd | 2. zjazd | Finał/Suma | Finał/Suma | Finał/Suma |
| Zawodnik   | Konkurencja | Czas     | Miejsce  | Czas     | Miejsce  | Czas       | Różnica    | Miejsce    |
| ---------- | ----------- | -------- | -------- | -------- | -------- | ---------- | ---------- | ---------- |
| Steven Lee | Zjzad       |          |          |          |          | 1:58,55    | +8,18      | 36         |
| Steven Lee | Supergigant |          |          |          |          | 1:16,58    | +3,54      | 30         |

Kombinacja mężczyzn
| Zawodnik   | Konkurencja | Zjazd   | Zjazd  | Zjazd   | Slalom | Slalom | Slalom  | Slalom | Slalom  | Suma   | Suma    |
| Zawodnik   | Konkurencja | Czas    | Punkty | Miejsce | Czas 1 | Czas 2 | Suma    | Punkty | Miejsce | Punkty | Miejsce |
| ---------- | ----------- | ------- | ------ | ------- | ------ | ------ | ------- | ------ | ------- | ------ | ------- |
| Steven Lee | Kombinacja  | 1:46,64 | 17,02  | 14      | 55,76  | 57,34  | 1:53,10 | 68,03  | 22      | 85,05  | 19      |

Kobiety
| Zawodniczka   | Konkurencja   | 1. zjazd      | 1. zjazd      | 2. zjazd      | 2. zjazd      | Finał/Suma    | Finał/Suma    | Finał/Suma    |
| Zawodniczka   | Konkurencja   | Czas          | Miejsce       | Czas          | Miejsce       | Czas          | Różnica       | Miejsce       |
| ------------- | ------------- | ------------- | ------------- | ------------- | ------------- | ------------- | ------------- | ------------- |
| Zali Steggall | Slalom gigant | 1:10,54       | 30            | 1:11,66       | 49            | 2:22,20       | +9,46         | 23            |
| Zali Steggall | Slalom        | Nie ukończyła | Nie ukończyła | Nie ukończyła | Nie ukończyła | Nie ukończyła | Nie ukończyła | Nie ukończyła |

Kombinacja kobiet
| Zawodniczka   | Konkurencja | Zjazd   | Zjazd  | Zjazd   | Slalom        | Slalom        | Slalom        | Slalom        | Slalom        | Suma          | Suma          |
| Zawodniczka   | Konkurencja | Czas    | Punkty | Miejsce | Czas 1        | Czas 2        | Suma          | Punkty        | Miejsce       | Punkty        | Miejsce       |
| ------------- | ----------- | ------- | ------ | ------- | ------------- | ------------- | ------------- | ------------- | ------------- | ------------- | ------------- |
| Zali Steggall | Kombinacja  | 1:31,30 | 68,06  | 29      | Nie ukończyła | Nie ukończyła | Nie ukończyła | Nie ukończyła | Nie ukończyła | Nie ukończyła | Nie ukończyła |

### Biathlon
Kobiety
| Zawodniczka        | Konkurencja                | Finał   | Finał | Finał   |
| Zawodniczka        | Konkurencja                | Czas    | Pudła | Miejsce |
| ------------------ | -------------------------- | ------- | ----- | ------- |
| Sandra Paintin     | Bieg indywidualny na 15 km | 58:55,3 | 3     | 40      |
| Sandra Paintin     | Sprint na 7,5 km           | 28:50,0 | 2     | 54      |
| Kerryn Pethybridge | Bieg indywidualny na 15 km | 57:49,7 | 2     | 32      |
| Kerryn Pethybridge | Sprint na 7,5 km           | 27:58,7 | 2     | 39      |

### Bobsleje
Mężczyźni
| Zawodnik                    | Konkurencja | Ślizg 1 | Ślizg 1 | Ślizg 2 | Ślizg 2 | Ślizg 3 | Ślizg 3 | Ślizg 4 | Ślizg 4 | Suma    | Suma    |
| Zawodnik                    | Konkurencja | Czas    | Miejsce | Czas    | Miejsce | Czas    | Miejsce | Czas    | Miejsce | Czas    | Miejsce |
| --------------------------- | ----------- | ------- | ------- | ------- | ------- | ------- | ------- | ------- | ------- | ------- | ------- |
| Paul Narracott Glenn Turner | Dwójki      | 62,17   | 28      | 62,61   | 31      | 62,81   | 31      | 62,66   | 29      | 4:10,25 | 30      |

### Biegi narciarskie
Mężczyźni
| Zawodnik      | Konkurencja                     | Wyścig    | Wyścig  |
| Zawodnik      | Konkurencja                     | Czas      | Miejsce |
| ------------- | ------------------------------- | --------- | ------- |
| Anthony Evans | Bieg na 10 km stylem klasycznym | 30:54,2   | 37      |
| Anthony Evans | Bieg pościgowy na 15 km         | 43:29,2   | 39      |
| Anthony Evans | Bieg na 30 km stylem klasycznym | 1:32:29,9 | 54      |
| Anthony Evans | Bieg na 50 km stylem dowolnym   | 2:15:46,9 | 34      |
| Paul Gray     | Bieg na 10 km stylem klasycznym | 33:12,2   | 73      |
| Paul Gray     | Bieg pościgowy na 15 km         | 47:08,9   | 65      |
| Paul Gray     | Bieg na 50 km stylem dowolnym   | 2:25:29,0 | 55      |

### Łyżwiarstwo figurowe
| Zawodnicy                    | Konkurencja   | CD1 | CD2 | SP/OD | FS/FD | Suma | Suma    |
| Zawodnicy                    | Konkurencja   | FP  | FP  | FP    | FP    | TFP  | Miejsce |
| ---------------------------- | ------------- | --- | --- | ----- | ----- | ---- | ------- |
| Cameron Medhurst             | Soliści       |     |     | 16 Q  | 16    | 24,0 | 16      |
| Stephen Carr i Danielle Carr | Pary sportowe |     |     | 13    | 13    | 19,5 | 13      |

### Narciarstwo dowolne
Mężczyźni
| Zawodnik     | Konkurencja      | Kwalifikacje | Kwalifikacje | Finał  | Finał   |
| Zawodnik     | Konkurencja      | Punkty       | Miejsce      | Punkty | Miejsce |
| ------------ | ---------------- | ------------ | ------------ | ------ | ------- |
| Nick Cleaver | Jazda po muldach | 23,25        | 9 Q          | 22,04  | 11      |
| Adrian Costa | Jazda po muldach | 22,39        | 15 Q         | 21,18  | 14      |

### Saneczkarstwo
Kobiety
| Zawodniczka | Konkurencja | Ślizg 1 | Ślizg 2 | Ślizg 3 | Ślizg 4 | Suma     | Suma    |
| Zawodniczka | Konkurencja | Czas    | Czas    | Czas    | Czas    | Czas     | Miejsce |
| ----------- | ----------- | ------- | ------- | ------- | ------- | -------- | ------- |
| Diane Ogle  | Jedynki     | 47,573  | 47,682  | 47,680  | 47,530  | 3:10,465 | 21      |

### Short track
Kobiety
| Zawodniczka       | Konkurencja   | Grupa             | Grupa             | Ćwierćfinał       | Ćwierćfinał       | Półfinał          | Półfinał          | Finał             | Finał             |
| Zawodniczka       | Konkurencja   | Czas              | Miejsce           | Czas              | Miejsce           | Czas              | Miejsce           | Czas              | Miejsce           |
| ----------------- | ------------- | ----------------- | ----------------- | ----------------- | ----------------- | ----------------- | ----------------- | ----------------- | ----------------- |
| Felicity Campbell | Bieg na 500 m | 50,11             | 3                 | Nie awansowała    | Nie awansowała    | Nie awansowała    | Nie awansowała    | Nie awansowała    | 20                |
| Karen Gardiner    | Bieg na 500 m | Zdyskwalifikowana | Zdyskwalifikowana | Zdyskwalifikowana | Zdyskwalifikowana | Zdyskwalifikowana | Zdyskwalifikowana | Zdyskwalifikowana | Zdyskwalifikowana |

Mężczyźni
| Zawodnik                                               | Konkurencja       | Grupa   | Grupa   | Ćwierćfinał   | Ćwierćfinał   | Półfinał      | Półfinał      | Finał           | Finał   |
| Zawodnik                                               | Konkurencja       | Czas    | Miejsce | Czas          | Miejsce       | Czas          | Miejsce       | Czas            | Miejsce |
| ------------------------------------------------------ | ----------------- | ------- | ------- | ------------- | ------------- | ------------- | ------------- | --------------- | ------- |
| Andrew Murtha                                          | Bieg na 1000 m    | 1:34,71 | 3       | Nie awansował | Nie awansował | Nie awansował | Nie awansował | Nie awansował   | 19      |
| Richard Nizielski                                      | Bieg na 1000 m    | 1:32,42 | 2 Q     | 1:29,93       | 4             | Nie awansował | Nie awansował | Nie awansował   | 13      |
| Kieran Hansen John Kah Andrew Murtha Richard Nizielski | Sztafet na 5000 m |         |         | 7:15,10       | 2 Q           | 7:32,57       | 4 Q           | Finał B 7:32,57 | 7       |

### Łyżwiarstwo szybkie
Mężczyźni
| Zawodnik           | Konkurencja      | Finał             | Finał             |
| Zawodnik           | Konkurencja      | Czas              | Miejsce           |
| ------------------ | ---------------- | ----------------- | ----------------- |
| Danny Kah          | Bieg na 1000 m   | 1:17,96           | 34                |
| Danny Kah          | Bieg na 1500 m   | 1:59,33           | 23                |
| Danny Kah          | Bieg na 5000 m   | 7:22,86           | 20                |
| Danny Kah          | Bieg na 10 000 m | 14:42,32          | 12                |
| Phillip Tahmindjis | Bieg na 1000 m   | 1:18,77           | 38                |
| Phillip Tahmindjis | Bieg na 1500 m   | 2:02,08           | 38                |
| Phillip Tahmindjis | Bieg na 5000 m   | 7:26,56           | 25                |
| Phillip Tahmindjis | Bieg na 10 000 m | Zdyskwalifikowany | Zdyskwalifikowany |